# 阿列克谢·博强
阿列克谢·尼古拉耶维奇·博强（俄语：Алексей Николаевич Ботян，1917年2月10日—2020年2月13日），前苏联情报员，衛國戰爭老兵，俄罗斯联邦英雄。

## 早年
1917年2月10日生于俄罗斯帝国维尔纳省切尔托维奇村。1921年3月，根据《里加和约》，这里属于波兰第二共和国的西白俄羅斯地区。1932年进入新格鲁多克的一所师范学校读书，1935年毕业后回老家务农。1939年应征入波兰军队，在维尔纽斯的炮兵部队服役。

## 战争时期
1939年9月，参加波蘭戰役。10月波兰投降后，成为苏联公民，在瓦洛任接受培训，成为一所乡村小学的校长。1940年5月，被派往内务人民委员部的机关部门工作。1941年7月从情报学校毕业后，加入独立特种摩步旅，属于内务人民委员部第四总局，局长是帕维尔·苏杜普拉图夫。1941年11月，被派往苏德战争前线，参加莫斯科保卫战。1943年1月，被派往西乌克兰和西白俄罗斯的德军后方，与游击队共同行动。
1943年9月，他参与炸毁德军在奧夫魯奇粮食仓库的行动。1944年，博强小分队抓住了一个德国国防军后勤部队司令部的波兰籍制图工程师，成功得到德军防御设施地图。他们在地图上发现，在离克拉科夫不远的新松奇市城堡中有一处大型弹药库。德军准备在杜纳耶茨河桥、罗日诺夫堤坝和克拉科夫文化古迹埋设地雷，在撤退时引爆，诱发洪水。由于熟练掌握波兰语，他成功策反工程师，把一位波兰共产党员带进城堡，在弹药库里安置地雷。1945年1月18日，德军弹药库爆炸，红军顺利进入克拉科夫。

## 战后
战后他曾在捷克斯洛伐克和德意志联邦共和国工作，为苏联政府提供情报。具体内容目前还处于保密状态。1989年退役。
1967年，苏联作家尤利安·谢苗诺夫以博强在战争中的故事为题材创作了小说《旋风少校》，被改编为电影上映。
获红旗勋章两枚，一级卫国战争勋章、劳动红旗勋章各一枚，奖章多枚。2007年5月9日获俄罗斯联邦英雄称号。2020年2月13日在莫斯科逝世，享年103岁。